# Hasán Rohaní
Hasán Rohaní (en persa, حسن روحانی; trl. Ḥasan Rowḥāni; Sorjé, 12 de noviembre de 1948) es un religioso duodecimano y político iraní de ideología islamista moderada que se desempeñó como el séptimo presidente de la República Islámica de Irán desde 2013 hasta 2021. Rouhaní fue miembro de la Asamblea de los Expertos del Liderazgo iraní desde 1999, miembro del Consejo de Discernimiento del Interés del Estado desde 1989, miembro del Consejo Supremo de Seguridad Nacional de Irán (CSSNI) desde 1989 y presidente del Centro de Investigaciones Estratégicas desde 1992.
Asimismo, Rouhaní fue también portavoz parlamentario en las legislaturas cuarta y quinta de la Asamblea Consultiva Islámica y secretario del CSSNI entre 1989 y 2005, cargo que lo puso a la cabeza del equipo iraní de negociación con la troika formada por Reino Unido, Francia y Alemania en torno a los conflictos derivados del programa nuclear de Irán.
Fue elegido tras una campaña en la que presentó su propuesta como «el gobierno de la prudencia y la esperanza» (doulat-e tadbir va omid, دولت تدبیر و امید), centrando su atención en la reactivación económica, la creación de una «declaración de derechos de ciudadanía» y la adopción de una diplomacia más efectiva en la resolución de la crisis en torno al programa nuclear iraní. Fue reelegido el 20 de mayo de 2017 con el 57 por ciento de los votos.
Aunque Rouhani originalmente contó con el apoyo del líder supremo iraní, Alí Jamenei, durante su segundo mandato, su relación se agrió cuando Jamenei criticó a Rouhani por ser supuestamente demasiado blando en las negociaciones con Occidente sobre el acuerdo nuclear con Irán. Después de su segundo mandato, Rouhani no fue nombrado para ningún cargo de alto nivel por Jamenei y no volvió a reunirse con él hasta 2021. El 5 de agosto de 2021 culminó su mandato traspasando el cargo presidencial a su sucesor, el conservador Ebrahim Raisi.

## Formación
Hasán Rouhaní nació en 1948 en Sorjé, poblado de la provincia iraní de Semnán. Con 13 años, su padre lo ingresó en el seminario (howzé elmié) de la provincia para que iniciara una formación religiosa y, desde 1961 se trasladó a Qom, donde acudiría a las clases de ulemas prestigiosos como seyed Mohaqqeq Damad, sheij Mortezá Haerí, seyed Mohammad Reza Golpayeganí, Mohammad Fazel Lankaraní y sheij Mohammad Shahabadí. A partir de 1969 compaginó los estudios religiosos con los universitarios en la Universidad de Teherán, hasta obtener en 1972 una licenciatura en Derecho. Rouhaní continuó sus estudios jurídicos en el Reino Unido, con un título en Derecho y un doctorado en Derecho constitucional por la Glasgow Caledonian University.

## Actividad política hasta la Revolución islámica
Desde su etapa de joven seminarista, Hasán Rouhaní fue influido por los discursos del ayatolá Jomeiní en su oposición a los proyectos modernizadores del sah Mohammad Reza Pahlevi en 1963, y como otros muchos religiosos comenzó entonces su militancia política. En 1965 comenzó a viajar por distintas ciudades de Irán haciendo discursos en contra de la monarquía, resultando detenido ya en su primer viaje como después en numerosas ocasiones, además de prohibírsele oficialmente predicar desde los almimbares, según sus propias memorias. En otoño de 1977, Rouhaní fue el primero en aplicar a Jomeini el título de Imán en una prédica en la mezquita del bazar de Teherán, con ocasión de un homenaje al hijo del ayatolá, Mostafá Jomeiní. Al perseguirlo tras ese discurso la SAVAK, Rouhaní huyó del país, aconsejado por los mulás revolucionarios Morteza Motahharí y Seyed Mohammad Beheshtí. Tras algo más de un año dedicado a la propaganda revolucionaria entre los estudiantes iraníes en Reino Unido y Francia, con el retorno triunfal de Jomeiní a Irán, Rouhaní también regresó.

## Desde la Revolución
Tras la caída de la dinastía Pahlaví, Rouhaní se dedicó a la tarea de organizar el ejército iraní y sus bases militares, en estado caótico. En 1980, fue elegido como diputado en la primera legislatura del parlamento iraní, encandenando desde entonces cinco mandatos legislativos, hasta 2000. Entre las funciones destacables que desempeñó en el parlamento estuvieron la de vicepresidente de la cámara en las legislaturas cuarta (1992-1996) y quinta (1996-2000) y presidente de las comisiones de Defensa en las legislaturas primera (1984-1988) y segunda (1988-1992) y Política exterior en la cuarta y quinta legislaturas. Además, entre 1980 y 1983 formó parte del consejo de supervisión de la radiotelevisión estatal, IRIB.
Rouhaní asumió numerosas responsabilidades en relación con la guerra con Irak, como miembro del Consejo Superior de Defensa entre 1982 y 1988, secretario de la comandancia entre 1982 y 1985 y director del centro militar Jatam al-Anbiá' entre 1985 y 1987. Fue además comandante del sistema de defensa aérea de 1986 a 1991. Entre 1987 y 1988, era miembro y presidía el comité ejecutivo del Consejo Superior de Soporte Bélico. Entre 1988 y 1989, fue designado como secretario del vicecomandante en jefe de las fuerzas armadas iraníes.
Tras la reforma de la Constitución de Irán en 1989 y la creación del Consejo Superior de Seguridad Nacional, Rouhaní ha ostentado hasta la actualidad la representación en esta institución del Líder Supremo de Irán, el ayatolá Alí Jamenei. Rouhaní fue también secretario de dicho consejo durante los 16 años de las presidencias de Akbar Hashemí Rafsanyaní y Mohammad Jatamí, entre 1989 y 2005. Durante 13 años (de 1989 a 1997 y de 2000 a 2005) fue también consejero de seguridad nacional del presidente de Irán.
En 1991, Hasán Rouhaní fue designado por el líder Jamenei como miembro de la Asamblea de Discernimiento del Interés del Estado, organismo en el que sigue activo y cuya Comisión de política, seguridad y defensa preside.
En las elecciones a la Asamblea de Expertos del Liderazgo llevadas a cabo el 17 de febrero de 2000, Rouhaní resultó elegido como representante de la circunscripción de la provincia de Semnán en dicha institución. Fue elegido nuevamente en 2006, esta vez como representante de la circunscripción de la provincia de Teherán. Sus principales cargos dentro de esta asamblea han sido la presidencia de la comisión política y social entre 2001 y 2006, la dirección de la oficina de la secretaría en Teherán y la pertenencia a la mesa directiva.
En paralelo a sus responsabilidades ejecutivas, Rouhaní ha mantenido también una actividad académica, con producción en persa, árabe e inglés. Entre 1995 y 1999, Rouhaní formó parte de la Junta de síndicos de las universidades de Teherán y el norte de Irán, y desde 1992 ejerce como presidente del Centro de Investigaciones Estratégicas Dirige tres publicaciones de corte académico sobre asuntos de estrategia y relaciones internacionales: Iranian Review of Foreign Affairs, en inglés y, en persa, راهبرد (Râhbord, «estrategia») y فصلنامه بین‌المللی روابط خارجی (Faslnâme-ye beynolmelalí-e ravâbet-e jâreŷí, «Revista internacional de relaciones exteriores»).

### 2003-2005: Negociación nuclear

#### Contexto
Rouhaní asumió la dirección de las negociaciones con las potencias occidentales después de 14 años como secretario del Consejo Superior de Seguridad Nacional de Irán, tras la crisis desatada por la revelación por círculos de oposición iraníes en el exilio de la existencia en Natanz y Arak de instalaciones nucleares no declaradas previamente al Organismo Internacional de Energía Atómica (OIEA), todo ello en el contexto internacional posterior a los atentados del 11 de septiembre de 2001 y a la subsiguiente invasión militar de dos países vecinos de Irán por los ejércitos de los Estados Unidos de América y sus aliados, Afganistán —desde el otoño de 2001— e Irak —desde la primavera de 2003—. En septiembre de 2003, la AIEA emitió por consenso una resolución que llamaba a Irán a acelerar su cooperación incrementando la transparencia y concediento a los inspectores del Organismo «acceso irrestricto» «en todos los lugares que el Organismo considere necesarios»,, entre debates en la opinión pública estadounidense sobre un posible ataque militar a Irán por Washington, cuya administración había catalogado a Teherán dentro de un «Eje del Mal».
A mediados de octubre de 2003, en una reunión a la que asistieron el presidente Seyyed Mohammad Jatamí y el jefe del estado Seyyed Alí Jameneí, se decidió confiar la gestión del expediente nuclear a Hasán Rouhaní, encargado en agosto de transmitir la fetua del ayatolá Jameneí por la que este declaraba prohibido en el islam el armamento nuclear. Dentro de Irán, mientras ciertos sectores se inclinaban por suspender el programa nuclear para evitar represalias occidentales, otros advocaban una confrontación directa y el abandono del Tratado de No Proliferación Nuclear ante la amenaza estadounidense.

#### Estrategia
Rouhaní estableció un plan en cinco etapas: mantener la crisis bajo control, preservar las instalaciones nucleares existentes, desarrollar las capacidades adquiridas, reforzar al máximo la posición legal iraní dentro de los estatutos del OIEA y transformar las amenazas en oportunidades, basándose en la alianza con Rusia y el Movimiento de Países No Alineados y en la explotación de los desacuerdos entre los oponentes al programa nuclear iraní, aprovechando la propuesta de negociaciones de Reino Unido, Alemania y Francia.

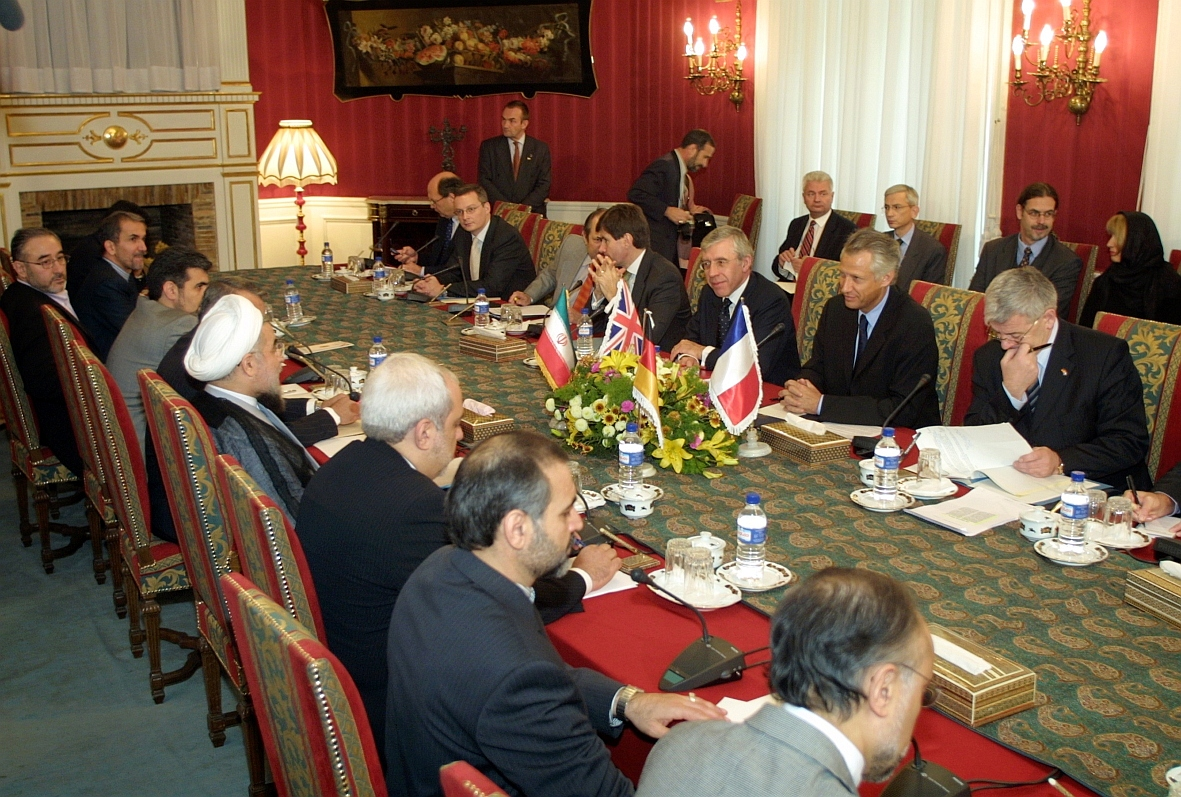
Reunión del 21 de octubre de 2003 en el Palacio de Saadabad de Teherán con Straw, Fischer y De Villepin.

#### Declaración de Teherán
El 21 de octubre de 2003, Rouhaní presidió las tensas conversaciones en Teherán con Straw, Fischer y De Villepin que culminaron, tras aceptar el negociador iraní la suspensión temporal del enriquecimiento de uranio, en la Declaración de Teherán. Por ésta, Irán accedía a la firma de un Protocolo Adicional a los términos del Tratado de No Proliferación Nuclear (TNP) —como medida voluntaria encaminada a la creación de confianza— y suspendía durante las negociaciones sus actividades de enriquecimiento y reprocesamiento a cambio del reconocimiento explícito por el G-3 de los derechos nucleares de Irán y a discutir «garantías satisfactorias» para la conducción del programa nuclear iraní, tras lo cual Irán obtendría un acceso facilitado a tecnología nuclear, de acuerdo con el artículo IV del TNP. Las negociaciones continuarían en meses sucesivos en Bruselas, Ginebra y París. Según el analista David Patrikarakos, «la duración de la suspensión no abordada de manera apropiada en ningún momento». Cuatro días después de la declaración, fue el propio Rouhaní quien transmitió la fetua del ayatolá Jameneí que dictaminaba la prohibición del armamento nuclear dentro del islam.

#### 2004-2005: De Teherán a París y estancamiento de las negociaciones
Tras la puesta en entredicho de la credibilidad por el descubrimiento por los inspectores del OIEA de nuevos experimentos con plutonio-210,(experimentos realizados en la década de los '80 y de centrifugadoras no declaradas, el equipo negociador de Rouhaní aceptó en Bruselas añadir a las actividades suspendidas el desarrollo del centrifugado de uranio, entre tensiones por la duración de las negociaciones. Una resolución de condena del OIEA a las ocultaciones de Irán, sumada a lo percibido como retrasos de la negociación motivados por parte europea, excitó en Teherán a los sectores conservadores que echaban en cara a Rouhaní excesivas concesiones a Occidente y reclamaban la denuncia por Teherán del TNP.
Tras el verano, entre tensiones por las acusaciones estadounidenses de pruebas nucleares militares (desmentidas por el OIEA), amenazas de envío del expediente iraní al Consejo de Seguridad, el rechazo por Rouhaní de la suspensión en el enriquecimiento de uranio ya en curso, las peticiones del parlamento de mayoría principalista de reanudar el programa nuclear y una resolución del OIEA que amenazaba con enviar el expediente al Consejo de Seguridad, el 14 de noviembre de 2004 se alcanzó un nuevo acuerdo —llamado de París—, por el que Teherán suspendía –«voluntaria y temporalmente»— todo enriquecimiento y reprocesamiento de materiales nucleares y se comprometía a cooperar plenamente con el OIEA con plena transparencia, con lo que obtuvo del OIEA, reunido en noviembre, «una de las resoluciones más positivas (desde la perspectiva iraní) sobre el programa hasta la fecha», por reconocer las medidas correctivas de Irán, la declaración de todo material nuclear y el carácter voluntario de la suspensión del enriquecimiento de uranio por Irán, además de retirar el expediente de la agenda provisional del Organismo, si bien Rouhaní no era optimista cuanto a la posibilidad de evitar sanciones, a causa de la mutua desconfianza entre europeos e iraníes.
La reorientación de la política estadounidense tras la reelección de George W. Bush, a favor del proceso de negociación a cargo de sus aliados europeos, llegó a finales de la presidencia del aperturista Seyyed Mohammad Jatamí, entre presiones del parlamento iraní por la reanudación del programa nuclear. Días después del acceso a la presidencia iraní del populista Mahmud Ahmadineyad, Rouhaní fue relevado el 15 de agosto de 2005 de la secretaría del Consejo Superior de Seguridad Nacional por Alí Lariyaní, tres días después de ponerse en funcionamiento la planta de Isfahán.

### Elecciones presidenciales de Irán de 2013
Rouhaní anunció el 11 de abril de 2013 su candidatura para la elección a la presidencia prevista para el 14 de junio, identificando como problemas del país una inflación del 30 %, la caída del valor del rial, el desempleo y el estancamiento de la economía, enarbolando como valores de su candidatura la prudencia y la esperanza, y como objetivos «salvar la economía, reavivar la ética y la interacción con el mundo».
Hasán Rouhaní, dos días después de inscribir su candidatura el 7 de mayo, hizo declaraciones en un encuentro con estudiantes en las que negó haber prometido a Jack Straw 10 años de suspensión del enriquecimiento de uranio como representante de Irán en las negociaciones nucleares con los países occidentales y se enorgulleció de haber sacado el expediente iraní de la orden del día del Consejo de Seguridad al tiempo que el número de centrifugadoras pasaba de 150 a 3000. Rouhaní definió su modelo económico como «libre, con justicia y basado en la religión». Interrogado sobre las protestas postelectorales de 2009, situó la raíz de los sucesos en las acusaciones vertidas en los debates televisivos de campaña y en la parcialidad de la radiotelevisión al no conceder oportunidad de defenderse a los ofendidos (Akbar Hashemí Rafsanyaní, Mehdí Karrubí y Mir Hosein Musaví) y advirtió de que, en caso de insistir «algunos» en usar el término «fitna» para referirse a los acontecimientos, «yo también me veré obligado a hablar de cosas que no creo que sea adecuado en este momento, y puede que a muchos no les guste», lo que provocó protestas y jaleo entre parte de los asistentes. Al día siguiente, 10 de mayo, el exministro de Inteligencia Alí Yunesí afirmó que una conferencia de Rouhaní había sido cancelada «por orden de la autoridad gubernativa».
Hasán Rouhaní ganó la elección presidencial iraní de 2013, poniendo fin a ocho años de poder ejecutivo conservador, anunció el sábado 15 de junio de 2013 el ministro del Interior de Irán. Rouhaní, apoyado por los sectores moderado y reformador, obtuvo 18,6 millones de votos (50,68 %) en la primera vuelta de los comicios disputados el viernes frente a cinco candidatos conservadores, precisó el ministro, Mohamad Mostafa Najjar, citando resultados definitivos.
En las elecciones presidenciales de 2017 fue reelegido con el 57 % de los votos, más de 23 millones de votos. Su principal rival, el clérigo conservador Ebrahim Raisí, logró más de 15 millones, un 38,5 % de los votos.

## Presidencia (2013-2021)

### Investidura
Rouhaní fue investido como presidente de la República Islámica de Irán el 4 de agosto de 2013 en la sede de la Asamblea Consultiva Islámica, a la que presentó su gabinete, pendiente de recibir su confianza.

### Política económica
La política económica de Hasán Rohaní se centra en el desarrollo económico a largo plazo de Irán. Se ocupa del aumento del poder adquisitivo del público, el crecimiento económico, la recaudación de fondos suficientes, la aplicación de las políticas generales del 44.º Principio de la Constitución de la República Islámica del Irán y la mejora del entorno empresarial a corto plazo. Rohaní cree que la mejora de las condiciones económicas de la gente debe lograrse aumentando el poder adquisitivo de la gente, reduciendo la brecha de riqueza. También piensa que la distribución equitativa de la riqueza nacional y el crecimiento económico conducen a todos los objetivos económicos mencionados. Afirma que si no se creara la riqueza nacional, se distribuiría la pobreza. La creación de riqueza nacional provoca un aumento del ingreso real per cápita y una distribución equitativa de la riqueza. Su plan está dirigido a aumentar la asistencia directa e indirecta a los grupos de bajos ingresos. 

### Derechos humanos
Rohaní ha mantenido una política de no abordar públicamente cuestiones de derechos humanos, sobre las que puede tener poderes limitados.
El gobierno de Rohaní nombró a Elham Aminzadeh, Shahindokht Molaverdi y Masoumeh Ebtekar como vicepresidentes; así como Marzieh Afkham, la primera mujer portavoz del Ministerio de Relaciones Exteriores. Rouhani ha prometido crear un ministerio para las mujeres. Sin embargo, muchas activistas por los derechos de las mujeres son reacias a un ministerio para las mujeres; porque sienten que este ministerio puede aislar los problemas de las mujeres. También se ha sugerido que Rouhani necesitará un puesto de viceministro dentro de cada ministerio para abordar las cuestiones de género y las cuestiones relacionadas con las mujeres.

## Publicaciones
- Rouhaní, Hasán (13 de marzo de 2012). امنیت ملی و دیپلماسی هسته‌ای [Seguridad nacional y diplomacia nuclear] (en persa) (2ª edición). Teherán: Asamblea de Discernimiento del Interés del Estado, Centro de Investigaciones Estratégicas. p. 1212. ISBN 978-600-290-007-4. Archivado desde el original el 23 de mayo de 2020. Consultado el 17 de marzo de 2013. Resumen divulgativo (7 de agosto de 2012).
- Rouhaní, Hasán (2012). مقدمه‌ای بر تاریخ امامان شیعه [Introducción a la historia de los imam de la Chía] (en persa). Teherán: Centro de Investigaciones Estratégicas. ISBN 9786005914948. Archivado desde el original el 4 de marzo de 2016. Consultado el 17 de marzo de 2013.
- Rouhaní, Hasán; Mehrpur, Hosein (2012). سن اهلیت و مسئولیت قانونی [Edad de capacidad jurídica y responsabilidad legal] (en persa). Teherán: Centro de Investigaciones científicas, Departamento de Investigaciones en Fiqh y Derecho. ISBN 9786002900135. Archivado desde el original el 4 de marzo de 2016. Consultado el 17 de marzo de 2013.
- Rouhaní, Hasán (2010). امنیت ملی و نظام اقتصادی ایران [Seguridad nacional y sistema económico de Irán] (en persa) (2ª edición). Teherán: Asamblea de Discernimiento del Interés del Estado, Centro de Investigaciones Estratégicas. p. 820. ISBN 978-600-290-005-0. Archivado desde el original el 23 de mayo de 2020. Consultado el 17 de marzo de 2013.
- Rouhaní, Hasán (2009).  اندیشه‌های سیاسی اسلام؛ جلد اول: مبانی نظری [Pensamiento político del Islam] (en persa). Teherán: Komeyl. p. 2.215. ISBN 978-964-95394-3-0. Archivado desde el original el 23 de mayo de 2020. Consultado el 17 de marzo de 2013.
- Rouhaní, Hasán (2009).  خاطرات دکتر حسن روحانی؛ جلد اول: انقلاب اسلامی [Memorias del Dr. Hasán Rouhaní, I. La Revolución Islámica] (en persa). Teherán: Centro de Estudios Estratégicos de Irán. p. 896. ISBN 0-036-419-964-978 |isbn= incorrecto (ayuda). Archivado desde el original el 7 de junio de 2013. Consultado el 17 de marzo de 2013.
- Rouhaní, Hasán (1997). انقلاب اسلامی؛ ریشه‌ها و چالش‌ها  [La Revolución Islámica: raíces y retos] (en persa). Teherán: Centro de Investigaciones del Parlamento de Irán. p. 566. ISBN 9649102507. Consultado el 17 de marzo de 2013.

| Predecesor: Mahmud Ahmadineyad | Presidente de la República Islámica de Irán 2013- actualidad | Sucesor: En el cargo |